# Cecryphalus helenae
Cecryphalus helenae is een vlinder uit de familie van de Houtboorders (Cossidae). De wetenschappelijke naam van de soort is voor het eerst gepubliceerd in 1924 door Ferdinand Le Cerf.
De soort komt voor in Marokko, Algerije en Westelijke Sahara.